# Hugo Ranzenberg

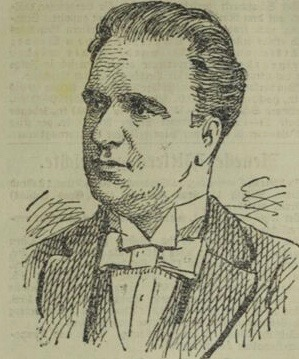
Porträt Hugo Ranzenberg

Hugo Ranzenberg, auch Hugo Ranzenberger oder Hugo Ranzengruber (* 13. September 1852 oder 1854 in Buda; † 21. September 1896 in Wien), war ein österreichischer Schauspieler und Regisseur. Er war bekannt für seine Arbeit im Theater, trat in verschiedenen Städten und Theatern auf und hinterließ einen bleibenden Eindruck in der Theaterlandschaft seiner Zeit.

## Leben

### Familie
Hugo Ranzenberg war der Sohn eines deutschen Kaufmanns in Pest.
Er verlobte sich 1883 mit Mary (geb. Ruziezka), die er dann am 18. Juni 1883 geheiratet hat; gemeinsam hatten sie eine Tochter, die spätere Sängerin Maria Ranzow (* 19. Juli 1886 in Wien; † 4. November 1953 in New York).
Seine Ehefrau erhielt finanzielle Unterstützung durch Baronin Clara Hirsch, die Witwe von Maurice de Hirsch, und betrieb nach der Auszahlung einer Lebensversicherung eine Tee- und Rumhandlung in Wien.

### Werdegang
Hugo Ranzenberg entwickelte sein schauspielerisches Talent in Wien, wo er an der Kierschnerschen Theaterakademie (siehe Eduard Kierschner) sowie unter Karl Treumann seinen ersten dramatischen Unterricht erhielt. Sein Debüt gab er 1871 in Pola und trat 1873 auch in Pest auf, nachdem er von Friedrich Strampfer an das Deutsche Theater Pest geholt worden war.
In den folgenden Jahren war er an verschiedenen Bühnen tätig, darunter in Triest, Görz, Budapest, St. Petersburg und Wien, wo er am Carltheater und am Theater an der Wien engagiert war. Im Jahr 1875 berief ihn der Direktor Heinrich Laube an das Wiener Stadttheater (siehe Ronacher), dem er bis 1884 angehörte. Unter Heinrich Laubes zielbewusster Leitung reifte Hugo Ranzenbergs schauspielerisches Können. Er eignete sich eine bemerkenswerte Vielseitigkeit an, die zu einem seiner größten künstlerischen Vorzüge wurde. Am Stadttheater zählte er zu den Lieblingsschauspielern des Publikums, neben berühmten Kollegen wie Katharina Schratt sowie den Herren Rudolf Tyrolt und Karl von Bukovics.
Im Jahr 1884 zog es ihn, nachdem das Stadttheater durch einen Brand zerstört worden war, nach Berlin, wo er an den führenden Bühnen, insbesondere am Lessingtheater, tätig war. Hier kreierte er die anspruchsvolle Rolle des jungen Heineke in Hermann Sudermanns Stück Die Ehre und trug maßgeblich zum Erfolg des Werkes bei. Hermann Sudermann bezeichnete ihn als seinen besten Mitarbeiter.
Nach einer erfolgreichen Zeit beim Münchner Hofpaur'schen Ensemble (siehe Max Hofpauer) wurde Hugo Ranzenberg von Direktor Adam Müller-Guttenbrunn als Regisseur und Schauspieler an das neu eröffnete Raimundtheater in Wien berufen. In beiden Funktionen zeigte er eine rege und fruchtbare Wirksamkeit, die das Gedeihen des Theaters maßgeblich unterstützte. Als dem befreundeten Adam Müller-Guttenbrunns Rücktritt bevorstand, distanzierte sich Ranzenberg von den Umtrieben, die darauf abzielten, und lehnte die Übernahme der Direktion ab.
Zweimal unternahm er auch Gastspielreisen in die USA, unter anderem 1888.
Am 18. September 1896, obwohl er gesundheitlich angeschlagen war, spielte er den Doktor Müller in Victor Léons Gebildete Menschen und starb nur drei Tage später im Rudolfinerhaus in Döbling; eine geplante Operation durch Robert Gersuny musste aufgrund der Herzschwäche von Hugo Ranzenberg verschoben werden.
Hugo Ranzenberg wurde auf dem Wiener Zentralfriedhof beigesetzt.

#### Hauptrollen
- Hamlet (William Shakespeare, Hamlet);
- Posa (Friedrich Schiller, Don Carlos);
- von Walter (Friedrich Schiller, Kabale und Liebe);
- Tell (Friedrich Schiller, Wilhelm Tell);
- Wimar Knecht (Ernst von Wildenbruch, Das neue Gebot);
- Pierre Clémenceau (Alexandre Dumas, Der Fall Clémenceau);
- Heinecke, Graf von Trast-Saarberg (Hermann Sudermann, Die Ehre);
- Flottwell (Ferdinand Raimund, Der Verschwender);
- Astragalus (Ferdin*  Julius Rosen, Barfüßige Fräulein.d der Menschenfeind).

#### Inszenierungen
- Julius Rosen, Barfüßige Fräulein.